# 13140 Shinchukai
13140 Shinchukai eller 1994 VW2 är en asteroid i huvudbältet som upptäcktes den 4 november 1994 av de båda japanska astronomerna Kazuro Watanabe och Kin Endate vid Kitami-observatoriet. Den är uppkallad efter föreningen Shinchukai.